# 火德红镇
火德红镇，是中华人民共和国云南省昭通市鲁甸县下辖的一个镇。
2012年9月22日，云南省人民政府批复同意撤销火德红乡，设立火德红镇。

## 行政区划
火德红镇下辖以下地区：
火德红村、鹊落村、李家山村、银厂村、南筐村和机车村。